# Yui (nome)
Yui  è un nome proprio di persona giapponese femminile.

## Origini e diffusione
Come molti nomi giapponesi, Yui può essere formato da diverse combinazioni di kanji (e, di conseguenza, avere diversi significati): ad esempio, può essere composto da 結 (yu, "legame", "legare") o 優 (yu, "eccellenza", "superiorità", "gentilezza") combinati con 衣 (i, "abbigliamento", "indumento"). Alternativamente, con una diversa lettura nanori, può anche essere tratto da un singolo kanji come 結 (yui).

## Persone

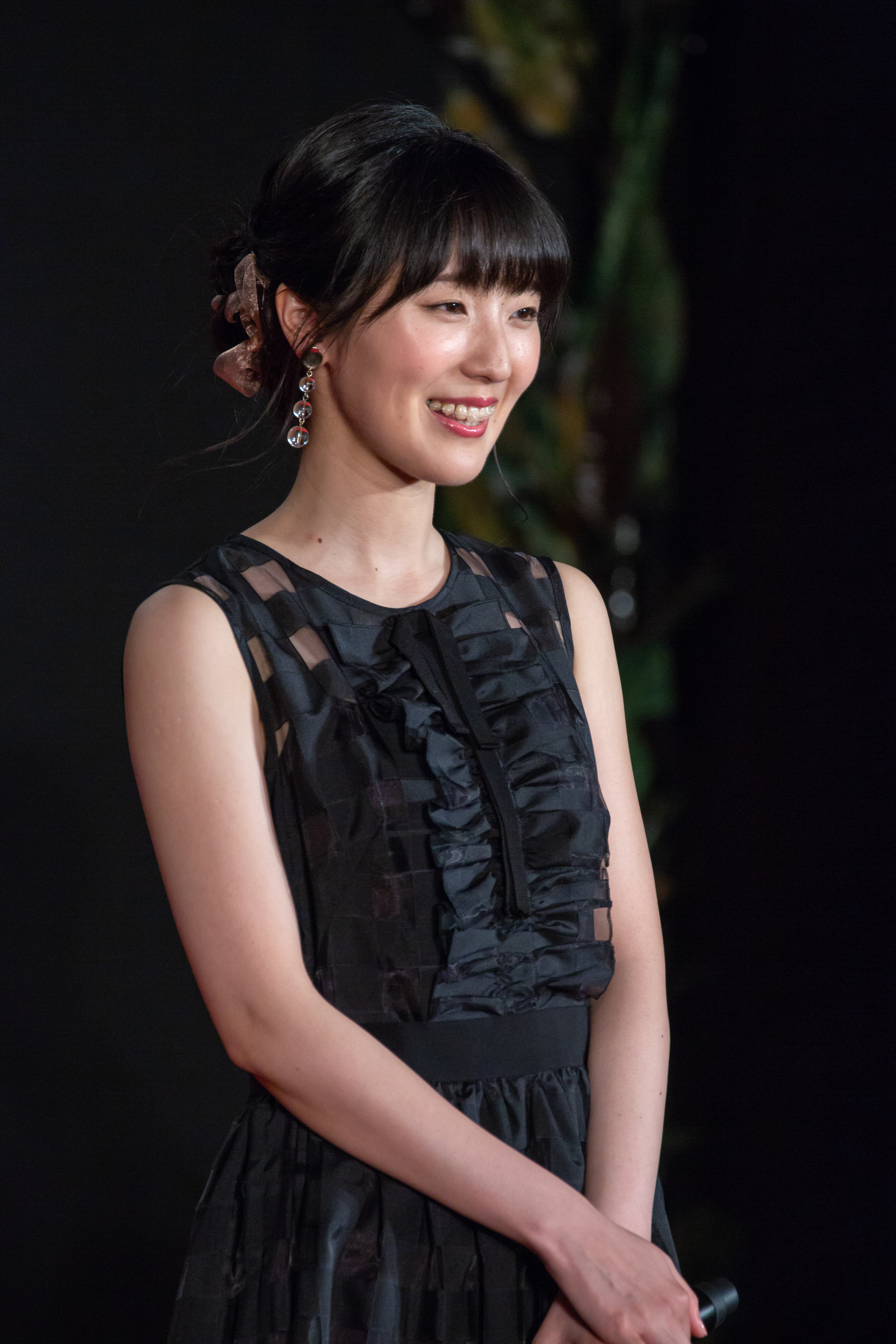
Yui Ishikawa

- Yui, cantautrice e compositrice giapponese
- Yui Aragaki, attrice, modella, cantante, doppiatrice e idol giapponese
- Yui Asaka, attrice e cantante giapponese
- Yui Horie, cantante e doppiatrice giapponese
- Yui Ichikawa, attrice, cantante e modella giapponese
- Yui Ishikawa, doppiatrice giapponese
- Yui Makino, cantante, doppiatrice e attrice giapponese
- Yui Mizuno, idol giapponese
- Yui Ogura, cantante e doppiatrice giapponese
- Yui Ogura, doppiatrice e cantante giapponese
- Yui Ōhashi,nuotatrice giapponese
- Yui Sakakibara, coreografa, ballerina, cantante, compositrice e doppiatrice giapponese
- Yui Susaki, lottatrice giapponese

## Il nome nelle arti
- Yui è un personaggio della light novel e anime Sword Art Online.
- Yui Funami è un personaggio del manga e anime YuruYuri.
- Yui Hirasawa è un personaggio del manga e anime K-On!.
- Yui Hongo è un personaggio del manga e anime Fushigi yûgi.
- Yui Ikari è un personaggio dell'anime e manga Neon Genesis Evangelion.
- Yui Kanakura è un personaggio del manga e anime Nisekoi.
- Yui Kashii è un personaggio del manga e anime My First Girlfriend Is a Gal.
- Yui Kasuga è un personaggio del manga e anime Yui ragazza virtuale.
- Yui Komori è un personaggio dell'anime Diabolik Lovers.
- Yui Tsukioka è un personaggio del videogioco Robot Alchemic Drive.
- Yui Yuigahama è un personaggio della light novel e anime Yahari ore no seishun love kome wa machigatteiru.